# Shimizu S-Pulse
Shimizu S-Pulse (Japans: 清水エスパルス, Shimizu Esuparusu) is een Japanse voetbalclub. S-Pulse is afkomstig uit de wijk Shimizu in Shizuoka. 

## Geschiedenis
De club is ontstaan in 1991 bij de start van de J-League als Shimizu FC. Het was de enige club dat geen bedrijfsteam was, maar werd opgericht door een aantal Japanse voetbalfanaten gesteund door een communicatiebedrijf, de burgers en het lokale televisiestation. Een paar maanden later werd de naam al veranderd naar de huidige naam waar S verwijst naar Shimizu en Shizuoka en Pulse, het Engelse woord voor hartslag, wordt gebruikt om de spirit van de stad achter de club aan te duiden.
In 2015 degradeerde de club voor het eerst naar de J-League 2. In 2016 eindigde de club tweede in de J-League 2 en promoveerde zodoende terug naar de J-League.

## Erelijst
Nationaal
- Emperor's Cup: 2001
- J.League Cup: 1996
- Japanse Supercup: 2001, 2002

Continentaal
- Asian Cup Winners' Cup: 2000

## Eindklasseringen
- Eerst wordt de positie in de eindranglijst vermeld, daarna het aantal teams in de competitie van het desbetreffende jaar. Voorbeeld 1/18 betekent plaats 1 van 18 teams in totaal.

| Jaar | J1    | J2 |
| ---- | ----- | -- |
| 1993 | 3/10  |    |
| 1994 | 4/12  |    |
| 1995 | 9/14  |    |
| 1996 | 10/16 |    |
| 1997 | 5/17  |    |
| 1998 | 3/18  |    |
| 1999 | 2/16  |    |
| 2000 | 8/16  |    |
| 2001 | 4/16  |    |
| 2002 | 8/16  |    |
| 2003 | 11/16 |    |
| 2004 | 14/16 |    |
| 2005 | 15/18 |    |
| 2006 | 4/18  |    |
| 2007 | 4/18  |    |
| 2008 | 5/18  |    |
| 2009 | 7/18  |    |
| 2010 | 6/18  |    |
| 2011 | 10/18 |    |
| 2012 | 9/18  |    |
| 2013 | 9/18  |    |
| 2014 | 15/18 |    |
| 2015 | 17/18 |    |

## Bekende (ex-)spelers
- Shinji Okazaki
- Shinji Ono
- Alessandro Santos
- Naohiro Takahara
- Takuya Honda
- Jungo Fujimoto
- Hisashi Kato
- Kiyotaka Matsui
- Katsumi Oenoki
- Akihiro Nagashima
- Yasutoshi Miura
- Masahiro Endo
- Takumi Horiike
- Kenta Hasegawa
- Kazuaki Tasaka
- Toshihide Saito
- Masahiro Ando
- Masaaki Sawanobori
- Hideaki Kitajima
- Teruyoshi Ito
- Akinori Nishizawa
- Daisuke Ichikawa
- Kazuyuki Toda
- Ryuzo Morioka
- Yuichiro Nagai
- Daigo Kobayashi
- Kazumichi Takagi
- Kosuke Ota
- Alex Brosque
- Mitchell Duke
- Ronaldão
- Djalminha
- Marcos Paulo Alves
- Paulo Jamelli
- Mirandinha
- Antônio Benedito da Silva
- Edu Manga
- Carlos Alberto Dias
- Émerson Carvalho da Silva
- Dejan Jakovic
- Igor Cvitanović
- Daniele Massaro
- Calvin Jong-a-Pin
- Frode Johnsen
- Peter Utaka
- Milivoje Novaković
- Fredrik Ljungberg
- Mark Bowen

## Bekende (ex-)trainers
- Osvaldo Ardiles
- Kenta Hasegawa
- Émerson Leão
- Roberto Rivellino
- Steve Perryman